# わたらせコミュニティメディア
株式会社わたらせコミュニティメディアは、埼玉県加須市の一部地域を放送対象地域とし、羽生市の一部地域も放送区域として超短波放送（FM放送）をする特定地上基幹放送事業者、コミュニティ放送局。
当初は呼出名称を「かぞエフエム」としていたが、開局以来、愛称は「FMわたらせ」を用いている。

## 概要
2020年から、小柳明雄を中心に、加須市でコミュニティ放送局の開設を目指す動きが始まった。小柳は、産業廃棄物処理業などを手掛けるウム・ヴェルト株式会社の経営者で、同社は道の駅かぞわたらせの指定管理者にもなっていた。
2022年4月以降、開局準備委員会が活動を始め、7月22日に株式会社わたらせコミュニティメディアが設立された。さらに、11月24日には、加須市、ウム・ヴェルト、わたらせコミュニティメディアの三者が、「コミュニティ放送局の開局及び運営に関する基本協定」を締結し、加須市道の駅かぞわたらせ物産施設2階に演奏所を、加須市役所本庁舎屋上に送信所を設け、市は行政財産の使用許可および使用料を免除することなどを取り決めた。
2023年2月27日に、予備免許が下り、5月からは試験電波の発射を開始した。本免許は8月1日に下り、8月5日に開局した。
インターネット配信はListenRadioによる。

## 番組
2025年5月現在。［生］のマークは、生放送番組。
- わたらせモーニングシャワー（月曜〜木曜／6:00〜7:59）
- ［生］おはよう・わたらせ（月曜〜金曜／9:00〜11:59）
- ［生］ランチdeパラダイス（月曜〜金曜／12:00〜13:59）
  - （火）［生］ECOLOGY & SAFETY（12:49〜12:59）
- ［生］おかえり・わたらせ
  - （月〜木）［生］加須ストリート（提供：加須市役所）（16:04〜16:14）
  - （木・金）［生］加須トピ（提供：加須市役所）（16:15〜16:30）
  - （金）［生］おいしいぞ! たのしいぞ! ふかがわ（提供：深川市役所）（17:20～17:35）
- わたらせ・ナイトシャワー（月曜〜金曜／20:00〜20:59）
- ［生］サタデーカフェモーニング（土曜／9:00〜9:59）
- ［生］恋してわたらせ! どようび!（土曜／12:00〜16:59）山本郁[6]
- ［生］LOVE&PEACE 世界は愛で回っている（第1,・3週日曜／11:00〜11:30）
- ［生］恋してわたらせ! にちようび!（日曜／12:00〜16:59）横山剛